# Johan Andreas Pfützner
Johan Andreas Pfützner (ca. 1708-1764) var en dansk tømrermester og bygmester.
Ikke meget vides om hans baggrund. Han tog borgerskab som tømrermester 1737, var derefter mester bl.a. ved en række kgl. bygningsarbejder. Han blev hoftømrermester 1750 og var oldermand i Københavns Tømrerlaug 1752-54. Pfützner var en meget benyttet tømrermester, som bl.a. udførte arbejde for både Lauritz de Thurah og Nicolai Eigtved. Den sidste leverede tegningen til Pfützners eget hus, Amaliegade 16 i København. 
Han ombyggede 1744 Laurierhuset ved Frederiksborg Slot, opførte en jagtstald ved Jægersborg Slot (1744, sammen med murermestrene J. Schiøning og Niels Engerslev, senere ombygget til Schæffergården), et orangeri i haven til Frederiksdal (1747), en tagrytter på Lille Lyngby Kirke ved Roskilde (1752, nedtaget 1804) og sit eget landsted Kildehøj, Slotsgade 19, Fredensborg (ca. 1760). Kildehøj samt den bevarede tegning til tagrytteren på Lyngby Kirke dokumenterer, at Pfützner også var en habil arkitekt.
Han blev gift 1739 med Elisabeth Pedersdatter Gørp (ca. 1714, begravet 21. januar 1784 i Trinitatis Kirke). Han var far til Andreas Pfützner, som videreførte forretningen.